# Sommet du G8 de 2012
Pour un article plus général, voir Sommet du G8.
Le sommet du G8 2012, 38e réunion du G8, réunissait les dirigeants des 7 pays démocratiques les plus industrialisés et la Russie, ou G8, du  18 au 19 mai 2012, dans la résidence américaine de Camp David (Maryland). Il s'est produit à la veille du sommet de l'OTAN qui pour sa part s'est tenu à Chicago (Illinois).
Ce sommet est notamment l'occasion pour les dirigeants présents d'aborder les sujets qui ont marqué l'actualité de la première moitié de l'année 2012. L'emplacement du sommet était initialement prévu pour le McCormick Place à Chicago, finalement ville hôte du sommet de l'OTAN.

## Participants

### Dirigeants du G8
| Participants au G8     |             |                   |                      |
| Membre                 | Membre      | Représenté par    | Fonction             |
| Drapeau du Canada      | Canada      | Stephen Harper    | Premier ministre     |
| Drapeau de la France   | France      | François Hollande | Président            |
| Drapeau de l'Allemagne | Allemagne   | Angela Merkel     | Chancelière          |
| Drapeau de l'Italie    | Italie      | Mario Monti       | Président du Conseil |
| Drapeau du Japon       | Japon       | Yoshihiko Noda    | Premier ministre     |
| Drapeau du Royaume-Uni | Royaume-Uni | David Cameron     | Premier ministre     |
| Drapeau de la Russie   | Russie      | Dmitri Medvedev   | Premier ministre     |
| Drapeau des États-Unis | États-Unis  | Barack Obama      | Président            |

### Instances internationales

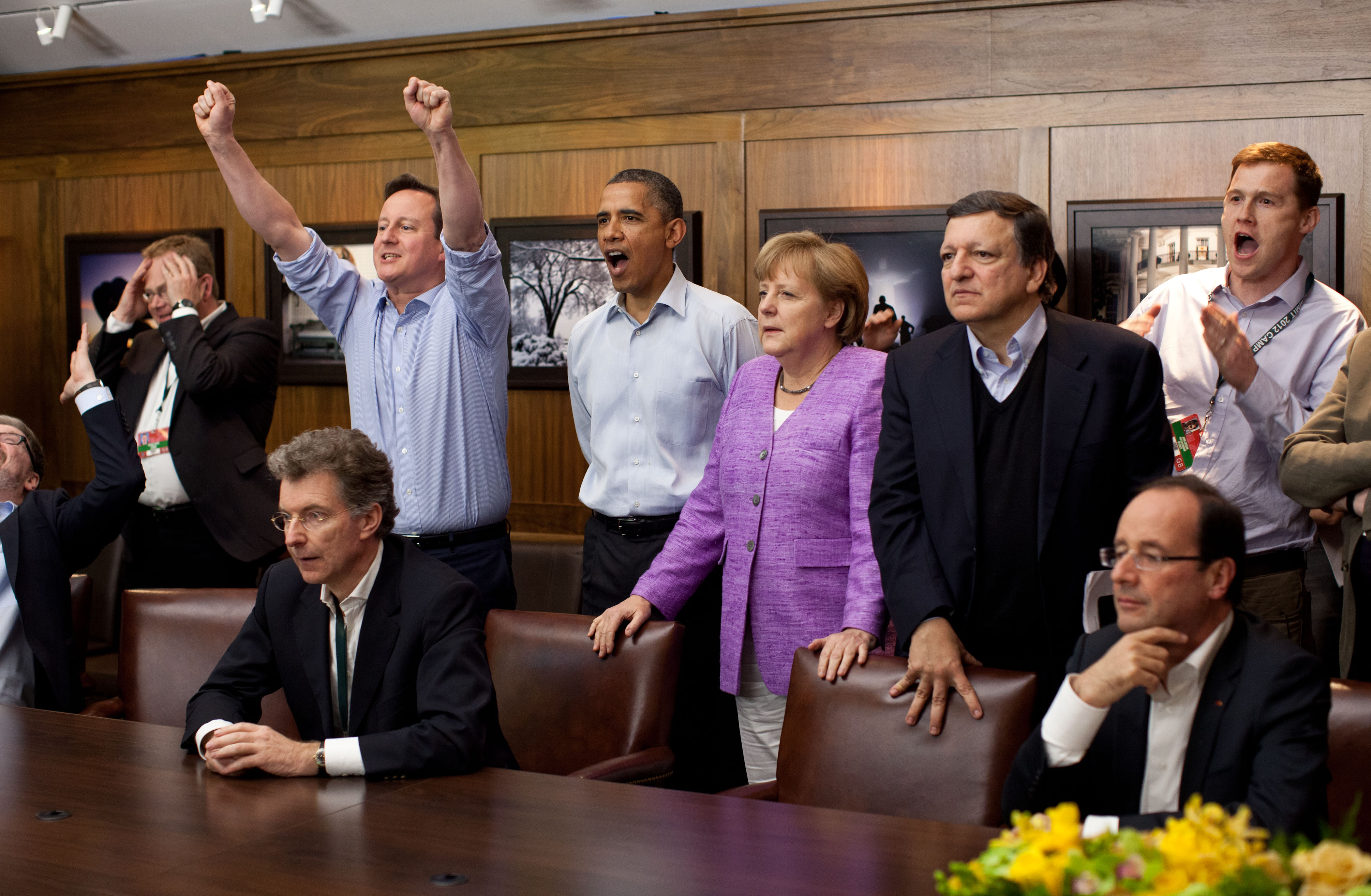
David Cameron, Barack Obama, Angela Merkel, José Manuel Barroso et d'autres personnalités regardant la séance de tirs au but de la finale de la Ligue des champions de l'UEFA 2011-2012, entre Chelsea et le Bayern Munich.

- Union européenne – Président de la Commission européenne, José Manuel Durão Barroso ; Président du Conseil européen, Herman Van Rompuy ;

## Annexe